# Niki Zimling
Niki Zimling (Tårnby, 19 de abril de 1985) é um futebolista dinamarquês que atua como volante. Atualmente, defende o clube alemão Mainz.